# Scotland, Texas
Scotland là một thành phố thuộc quận Archer, tiểu bang Texas, Hoa Kỳ. Năm 2010, dân số của xã này là 501 người.

## Dân số
- Dân số năm 2000: 438 người.
- Dân số năm 2010: 501 người.